# Saxifraga tombeanensis
Saxifraga tombeanensis är en stenbräckeväxtart som beskrevs av Pierre Edmond Boissier och Engler. Saxifraga tombeanensis ingår i Bräckesläktet som ingår i familjen stenbräckeväxter. Inga underarter finns listade i Catalogue of Life.

## Bildgalleri

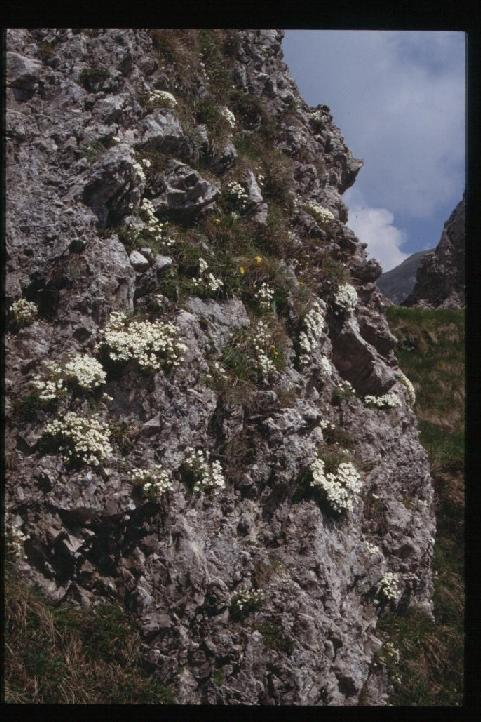